# Кветной, Игорь Моисеевич
И́горь Моисе́евич Кве́тной (род. 31 декабря 1948, Хабаровск) — советский и российский учёный-медик, специалист в области молекулярной медицины и нейроиммуноэндокринологии. Один из авторов открытия экстрапинеальной продукции мелатонина. Внес большой вклад в открытие и развитие учения о диффузной нейроиммуноэндокринной системе (ДНИЭС). Принадлежит к основоположникам российской научной школы нейроиммуноэндокринологии.

## Биография

### Семья
Родился 31 декабря 1948 г. в г. Хабаровске в семье учёных. Отец — Моисей Соломонович Кветной, доктор философских наук, профессор, заведующий кафедрой марксистско-ленинской философии Высшей партийной школы Хабаровска. Мать — Галина Самуиловна Нехамкина, кандидат медицинских наук, специалист в области биохимии.
Жена — Татьяна Викторовна Кветная (р. 1961), доктор биологических наук, профессор. Заведующая лабораторией биогеронтологии СПб института биорегуляции и геронтологии СЗО РАМН, секретарь ученого совета института.

### Переезд в Куйбышев
И. М. Кветной — единственный ребёнок в семье. По воспоминаниям родителей дальневосточный климат не подходил ему, в детстве он часто болел простудными заболеваниями. По этой причине семья решила переехать в Куйбышев, к двоюродной сестре его матери. Но отца долго не хотели отпускать из Хабаровска. Семья смогла сменить место жительства только в 1960 году — после того, как Галина Самуиловна написала личное письмо Первому секретарю ЦК КПСС Н. С. Хрущёву.
В Куйбышеве М. С. Кветной возглавил кафедру философии Куйбышевского авиационного института. Г. С. Нехамкина работала в Куйбышевском медицинском институте им. Д. И. Ульянова.

### Выбор профессии
Закончил Куйбышевскую художественную школу (первый выпуск), мечтал о карьере историка искусств. Однако родители предложили ему выбрать между авиационным и медицинским институтом. Под впечатлением от книги Шарлотты Ауэрбах «Генетика» И. М. Кветной избрал медицину. В 1972 году окончил Куйбышевский медицинский институт им. Д. И. Ульянова.

### Карьера
После института он решил выбрать специальность патологоанатома. Был распределен на должность патологоанатома в Центральную республиканскую клиническую больницу Мордовской АССР в городе Саранске. Через 2 месяца стал заведующим патологоанатомическим отделением детской республиканской клинической больницы Мордовской АССР.

#### Встреча с Райхлиным Н. Т.
Во время работы в Мордовии написал письмо с просьбой о научном руководстве известному советскому патологу Натану Танфелевичу Райхлину (в настоящее время Н. Т. Райхлин заслуженный деятель науки РФ, член Международной академии патологии, доктор медицинских наук, профессор РОНЦ им. Н. Н. Блохина РАМН, лауреат именных премий РАМН, в том числе имени А. И. Абрикосова и имени И. В. Давыдовского. Н. Т. Райхлин ответил И. М. Кветному, пригласив его на беседу в Москву. Эта встреча предопределила дальнейшую научную судьбу И. М. Кветного: под руководством Н. Т. Райхлина им была выполнена кандидатская, а затем и докторская диссертации.

#### Куйбышевский медицинский институт
Через 2,5 года И. М. Кветной перевелся на кафедру патологической анатомии Куйбышевского медицинского института, где защитил кандидатскую диссертацию. Из-за сложных взаимоотношений с заведующим кафедрой перешёл на должность научного сотрудника кафедры факультетской хирургии, которой заведовал выдающийся отечественный хирург Г. Л. Ратнер.

#### Обнинский медицинский радиологический научный центр
В 1984 году И. М. Кветной переехал в Обнинск на должность старшего научного сотрудника лаборатории экспериментальной патологии медицинского радиологического научного центра РАМН. Около 10 лет (с 1991 по 2000 годы) возглавлял эту лабораторию.

#### Работа и жизнь в Санкт-Петербурге
В 2000 г. получил приглашение переехать в Петербург, где до 2002 года работал заместителем директора по научной работе Санкт-Петербургского института биорегуляции и геронтологии СЗО РАМН.
С 2002 г. возглавляет отделение патологии в старейшем в России и Санкт-Петербурге НИИ акушерства и гинекологии им. Д. О. Отта СЗО РАМН. В 2010 г. отделение преобразовано в отдел патоморфологии, состоящий из трех структурных подразделений (патологоанатомическое отделение с прозектурой; лаборатория клеточной биологии; группа фармакологии.
Сотрудник кафедры патологии медицинского факультета Санкт-Петербургского государственного университета.
Является членом ученого совета НИИАГ им. Д. О. Отта. Регулярно читает лекции по патологии и нейроиммуноэндокринологии в университетах Швеции, Испании, Франции, США, Великобритании. Является визитирующим профессором университетов Валенсии и Антверпена.

## Основные научные достижения

### Открытие экстрапинеального синтеза мелатонина
В 1974 году И. М. Кветной совместно с Н. Т. Райхлиным открыл экстрапинеальную продукцию мелатонина. В ходе длительной исследовательской работы он установил, что способностью синтезировать мелатонин обладают клетки червеобразного отростка кишечника. Затем было выявлено, что мелатонин образуется и в других отделах желудочно-кишечного тракта, а также в клетках многих органов — например, в печени, почках, надпочечниках, желчном пузыре, яичниках, эндометрии, плаценте, тимусе, лейкоцитах, тромбоцитах и в эндотелии сосудов. За это открытие учёного выдвинули на соискание премии Ленинского комсомола.

### Основание отечественной школы нейроиммуноэндокринологии
Профессор Кветной является одним из основателей отечественной научной школы по нейроиммуноэндокринологии. Один из авторов двух изданий первого в России руководства по нейроиммуноэндокринологии (издательство «Медицина», гриф Минздрава России). В конце 2013 г. ожидается выход третьего издания.
Под его руководством подготовлено 20 докторов наук и 38 кандидатов наук. Кветной И. М. является членом 3 специализированных диссертационных советов — при НИИАГ им. Д. О. Отта, СПб ИБГ СЗО РАМН и Санкт-Петербургском государственном университете.

### Популяризация науки
Является автором нескольких научно-популярных книг, адресованных широкому кругу читателей. И. М. Кветной неоднократно выступал на различные актуальные медицинские темы в программе «Здоровье: от А до Я» (ведущие — Дмитрий Медведев и Виктория Полякова) на кабельно-спутниковом телеканале «Ваше Общественное Телевидение!» (Санкт-Петербург).

## Премии и звания
- За открытие синтеза мелатонина в желудочно-кишечном тракте был выдвинут на соискание премии Ленинского комсомола. В 1981 году на приёме в Кремле по поводу присвоения данной премии попросил принять его в КПСС, и по возвращении в Куйбышев был принят в члены партии. Такая просьба была продиктована тем, что члену КПСС легче удавалось организовать перспективные научные исследования в СССР, что открывало более широкие возможности для дальнейшей научной деятельности.
- Именная премия им. В. Х. Василенко РАМН присвоена в 2001 году.
- Пирсовская премия Королевского микроскопического общества Великобритании в 1996 году.
- В 2008 г. вместе со своими учениками удостоен премии Правительства РФ в области науки и техники за разработку новых методов клеточной иммунотерапии социально значимых заболеваний.
- Заслуженный деятель науки РФ.
- Член Королевского микроскопического общества Великобритании.
- Член Европейского общества патологов.